# Pseudogonatodes barbouri
Pseudogonatodes barbouri är en ödleart som beskrevs av  Noble 1921. Pseudogonatodes barbouri ingår i släktet Pseudogonatodes och familjen geckoödlor. Inga underarter finns listade i Catalogue of Life.